# Johannes Christoffel Aschoff

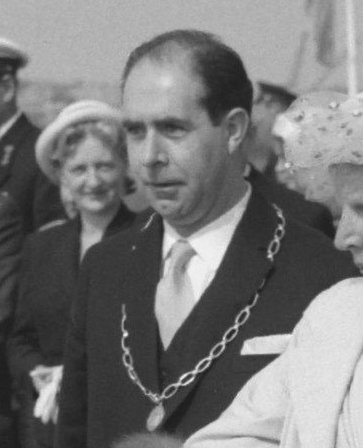
Burgemeester J.C. Aschoff (1958)

Johannes Christoffel Aschoff (Nijmegen, 4 maart 1916 – 11 december 1981) was een Nederlands politicus van de CHU.
Na zijn opleiding aan de Haarlemse kweekschool was hij vanaf 1936 negen jaar onderwijzer bij de School met de Bijbel in Santpoort. In 1945 maakte hij de overstap naar de journalistiek en was hij werkzaam als Haarlems redacteur van het dagblad Trouw. In 1949 werd hij wethouder in Velsen en in juni 1957 volgde zijn benoeming tot burgemeester van Rozenburg. In september 1966 werd Aschoff de burgemeester van Terneuzen. Bij een auto-ongeluk in 1973 in de buurt van Dronten kwamen zijn vrouw en zoon om het leven terwijl hijzelf met zijn dochter gewond raakten. Begin 1976 werd hij de burgemeester van Barneveld. In november 1980 moest Aschoff vanwege gezondheidsredenen ontslag nemen en ruim een jaar later overleed hij op 65-jarige leeftijd.